# John Hughes (calciatore 1943)
John Hughes (Coatbridge, 3 aprile 1943 – 1º agosto 2022) è stato un calciatore e allenatore di calcio scozzese, di ruolo attaccante.

## Palmarès

### Giocatore

#### Competizioni nazionali
- Campionato scozzese: 5

Celtic: 1965-1966, 1966-1967, 1967-1968, 1968-1969, 1969-1970
- Coppa di Scozia: 3

Celtic: 1964-1965, 1966-1967, 1968-1969
- Coppa di Lega scozzese: 5

Celtic: 1965-1966, 1966-1967, 1967-1968, 1968-1969, 1969-1970

#### Competizioni internazionali
- Coppa dei Campioni: 1

Celtic: 1966-1967